# Gianluca Gobbi
Gianluca Gobbi (Milano, 12 ottobre 1974) è un attore italiano.

## Biografia
Si forma come attore teatrale presso il Teatro Stabile di Genova, diplomandosi nel 1996. Già nel 1995 debutta in teatro con La dodicesima notte di William Shakespeare, per la regia di Franco Branciaroli, con cui comincia un lungo sodalizio artistico.
Debutta sul grande schermo nel 1997 con Tutti giù per terra di Davide Ferrario, nel ruolo di Alessandro Castracan. Sempre diretto da Ferrario ha recitato anche in Guardami (1999) e Tutta colpa di Giuda (2009).
Comincia così la sua carriera attoriale che lo impegna contemporaneamente sui set cinematografici e in teatro. Dagli anni 2000 collabora con molti artisti teatrali di spicco, ricevendo riconoscimenti a livello nazionale.

### Teatro
In collaborazione con Marco Sciaccaluga ha portato in scena tra gli altri Il tenente di Inishmore (Teatro Stabile di Genova, 2004), testo di Martin McDonagh, traduzione di Fausto Paravidino, in cui interpreta il ruolo del terrorista Padraic. Successivamente, sempre per la regia di Marco Sciaccaluga, va in scena a fianco di Eros Pagni in Morte di un commesso viaggiatore di Arthur Miller (Teatro Stabile di Genova, 2005), Misura per misura (Teatro della Corte di Genova, 2010) e Aspettando Godot (2011, con Eros Pagni e Ugo Pagliai).
Sempre prodotto dal Teatro Stabile di Genova, nel 2009 va in scena a fianco di Mariangela Melato nel ruolo dell'aviatore nello spettacolo L'anima buona del Sezuan di Bertolt Brecht, per la regia di Elio De Capitani e Ferdinando Bruni.
Ha lavorato diverse volte con Franco Branciaroli: ne Il Gesù (Teatro Stabile di Torino, 2000), il cui testo è una composizione dell'originale di Carl Theodor Dreyer e di In Exitu di Giovanni Testori, e Caligola di Albert Camus (Teatro Donizetti di Bergamo, 2003), per la regia di Claudio Longhi, in cui interpreta Elicone. Ha poi interpretato il ruolo di Ismaele nell'adattamento di Branciaroli del Moby Dick di Melville, diretto da Luca Lazzareschi nell'ambito dell'Estate Teatrale Veronese del 2019.
Nel 2013 lavora anche per il Teatro Inda di Siracusa in Antigone, nel ruolo comico della guardia. La regia viene affidata a Cristina Pezzoli.
Nel 2006 lavora diretto da Valerio Binasco nello spettacolo La chiusa di Conor Mc Pherson (Teatro Stabile di Genova, 2006). Binasco lo richiama nel 2018 a interpretare il ruolo di Don Giovanni nell'omonimo testo di Molière.
Nella stagione teatrale 2016-2017 va in scena con due spettacoli prodotti dal Teatro Due di Parma: Gyula, scritto e diretto da Fulvio Pepe, e Ivanov di Anton Čechov, per la regia di Filippo Dini. Entra poi nel circuito teatrale romano con Americani (Teatro Eliseo, 2016), diretto da Sergio Rubini.

### Cinema e TV
Dopo i primi lavori cinematografici, debutta sul piccolo schermo con due produzioni Casanova Multimedia: nel 2003 interpreta Floppy in Una vita in regalo, per la regia di Tiziana Aristarco; e nel 2005 interpreta l'ispettore Juvara in Nebbie e delitti, per la regia di Riccardo Donna.
Sempre nel 2005 torna al cinema per interpretare Marco ne La febbre, film che ha ottenuto due Nastri d'Argento e quattro candidature a David di Donatello. Ancora nel 2005 prende parte al film Tu devi essere il lupo. Nel 2011 interpreta la guardia svizzera in Habemus Papam di Nanni Moretti, con cui lavora anche in Mia madre nel 2015.
Per la televisione, nel 2013 è co-protagonista in Ultimo - L'occhio del falco di Michele Soavi. Nel 2014 entra a far parte del cast della sesta stagione de I Cesaroni, nel ruolo di Luigi Romeo. 
Nel 2018 torna al cinema con Made in Italy di Luciano Ligabue e La profezia dell'armadillo di Zerocalcare, regia di Emanuele Scaringi.
Ha poi recitato in Copperman (2019), regia di Eros Puglielli, Il talento del calabrone (2020) di Giacomo Cimini e nella serie TV L'Alligatore, regia di Daniele Vicari ed Emanuele Scaringi (2020). Interpreta Salvo Lo Russo in Ero in guerra ma non lo sapevo, film del 2021 diretto da Fabio Resinaro. Nel 2023-2024 affianca Elena Sofia Ricci come poliziotti ne I casi di Teresa Battaglia. A inizio 2024 è nella serie televisiva di Canale 5, I fantastici 5, accanto a Raoul Bova.
Nel gennaio 2024 esce su Sky M. Il figlio del secolo, dove Gianluca Gobbi interpreta Cesare Maria De Vecchi.

## Filmografia

### Cinema
- Tutti giù per terra, regia di Davide Ferrario (1997)
- Figli di Annibale, regia di Davide Ferrario (1998)
- Branchie, regia di Francesco Ranieri Martinotti (1999)
- Guardami, regia Davide Ferrario (1999)
- Quello che le ragazze non dicono, regia di Carlo Vanzina (2000)
- E adesso sesso, regia di Carlo e Enrico Vanzina (2001)
- Quore, regia di Federica Pontremoli (2002)
- Oltre il confine, regia di Rolando Colla (2002)
- In questo mondo di ladri, regia di Carlo Vanzina (2004)
- Tu devi essere il lupo, regia di Vittorio Moroni (2005)
- La febbre, regia di Alessandro D'Alatri (2005)
- Tutta colpa di Giuda, regia di Davide Ferrario (2009)
- Habemus Papam, regia di Nanni Moretti (2011)
- Noi 4, regia di Francesco Bruni (2014)
- Un marito di troppo, regia di Luca Ribuoli (2014)
- Mia madre, regia di Nanni Moretti (2015)
- Made in Italy, regia di Luciano Ligabue (2015)
- Dogman, regia di Matteo Garrone (2017)
- Nevermind, regia di Eros Puglielli (2018)
- Copperman, regia di Eros Puglielli (2019)
- La profezia dell'armadillo, regia di Emanuele Scaringi (2018)
- Fabrizio De André - Principe libero, regia di Luca Facchini (2018)
- Il talento del calabrone, regia di Giacomo Cimini (2020)
- Come prima, regia di Tommy Weber (2021)
- Supereroi, regia di Paolo Genovese (2021)
- Ero in guerra ma non lo sapevo, regia di Fabio Resinaro (2022)
- L'ombra di Caravaggio, regia di Michele Placido (2022)
- La lunga corsa, regia di Andrea Magnani (2022)

### Televisione
- Una vita in regalo, regia di Tiziana Aristarco – miniserie TV (2003)
- Nebbie e delitti – serie TV, 10 episodi (2005)
- L'amore e la guerra, regia di Giacomo Campiotti – miniserie TV (2007)
- Ultimo - L'occhio del falco, regia di Michele Soavi – miniserie TV (2013)
- I Cesaroni – serie TV (2013-2014)
- Il sistema – serie TV, 6 episodi (2016)
- Non uccidere – serie TV, episodio 1x12 (2016)
- La strada di casa – serie TV, episodio 1x01 (2017)
- Ognuno è perfetto, regia di Giacomo Campiotti – miniserie TV (2019)
- Suburra - La serie – serie TV, episodi 2x03-2x04-2x05 (2019)
- L'Alligatore – serie TV, 6 episodi (2020)
- Mental – serie TV, 8 episodi (2020)
- Fedeltà, regia di Andrea Molaioli e Stefano Cipani – miniserie TV, 6 episodi (2022)
- Nero a metà 3 – serie TV, 12 episodi (2022)
- I casi di Teresa Battaglia – serie TV, 12 episodi (2023-2024)
- I fantastici 5 – serie TV, 8 episodi (2024)
- M. Il figlio del secolo, regia di Joe Wright – miniserie TV, 5 puntate (2025)

## Teatro
- La dodicesima notte di William Shakespeare, regia di Franco Branciaroli (1995)
- Tommaso Moro di P. Pivetti, regia di Franco Branciaroli (1996)
- Victor o I bambini al potere di Roger Vitrac, regia di Annalaura Messeri (1996)
- Tatuaggio, regia di Annalaura Messeri (1996)
- Crepuscolo sulle Alpi di P. Turrini, regia di Aleksandar Cvjetković (1996)
- Sir Gawain e il Cavaliere Verde di D. Scott, regia di Annalaura Messeri (1996)
- Riccardo III di William Shakespeare, regia di Antonio Calenda (1997)
- Road di J.K. Wright, regia di Sergio Maifredi (1997)
- Piccoli omicidi tra amici di John Hodge, regia di Sergio Maifredi (1998)
- Delitto e castigo di Fëdor Dostoevskij, regia di Franco Branciaroli| (1998)
- Il pazzo e la monaca di Stanisław Ignacy Witkiewicz, regia di Sergio Maifredi (1999)
- Il Gesù di Carl Theodor Dreyer, regia di Franco Branciaroli (2000)
- Il malato immaginario di Molière, regia di L. Pugelli
- I tre moschettieri di Alexandre Dumas, regia di Attilio Corsini (2004)
- Morte di un commesso viaggiatore di Arthur Miller, regia di Marco Sciaccaluga (2005)
- Aspettando Godot di Samuel Beckett, regia di Marco Sciaccaluga
- Ivanov di Anton Čechov, regia di Filippo Dini (2015)
- Americani di David Mamet, regia di Sergio Rubini (2016)
- Don Giovanni o Il convitato di pietra di Molière, regia di Valerio Binasco
- Moby Dick, adattamento da Herman Melville di Franco Branciaroli, regia di Luca Lazzareschi
- Vamos di Andrej Longo, regia di Susy Laude (2022)